# JAC J5
La JAC J5 (chiamata anche Heyue Sedan) è un'autovettura prodotta dalla casa automobilistica cinese JAC Motors dal 2011. 
Dal 2018 viene prodotta solo in versione ad alimentazione elettrica ribattezzata JAC iEVA50.

## Descrizione
La vettura, disegnata dal centro stile JAC Italy Design Centre di Torino in collaborazione con Pininfarina, è equipaggiata con motori a benzina quattro cilindri di origine Mitsubishi da 1,5 litri e 1,8 litri, abbinati a una trasmissione manuale a cinque rapporti o automatica a quattro rapporti. Si tratta del primo modello di segmento C della casa cinese che sarà esportato anche al di fuori della Cina trovando buoni consensi soprattutto nei mercati sud americani e dell’est europeo. Nello specifico il modello per l’export possiede oltre 160 componenti specifichi, sospensioni e ammortizzatori rivisti e motori flexy fuel con alimentazione a benzina o ad etanolo.
Il pianale di base è una versione allungata della stessa piattaforma della piccola J3 e ne conserva lo schema a trazione anteriore con motore trasversale e sospensioni anteriori indipendenti di tipo MacPherson e posteriori indipendenti a doppio braccio con barra stabilizzatrice.
Nel marzo 2014 la vettura è stato sottoposta a un restyling, con paraurti anteriori e posteriori ridisegnati, nuova calandra anteriore di dimensioni maggiorate con un grande fascione nero nel frontale, rifiniture interne modificate con tessuti e plastiche di maggiore qualità.

## JAC iEV50

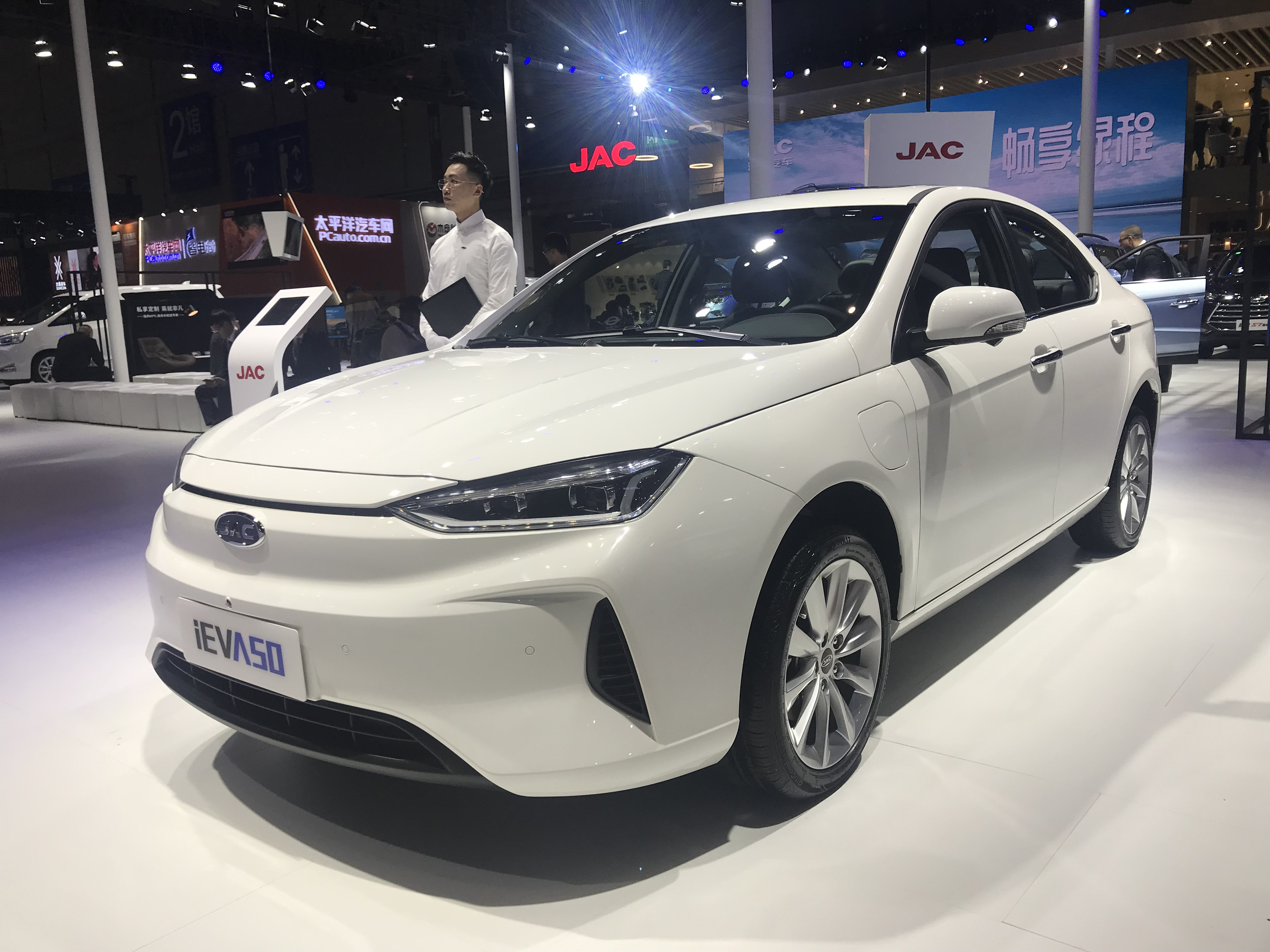
La iEV50 dopo il restyling del 2019

La JAC iEVA50 è la versione elettrica lanciata sul mercato cinese nel marzo 2018. L'iEVA50 è alimentato da un motore elettrico sull'asse anteriore che eroga una potenza di 144 CV, le batterie agli ioni di litio da 60 kWh si trovano sotto i sedili posteriori e garantiscono una autonomia di 500 km (ciclo NEDC). È disponibile anche una versione base con un pacco batterie meno potente da 47 kWh e con un'autonomia di 330 chilometri. Nel 2019 è stato lanciato un restyling con un frontale e una coda inedita.